# Wilhelmshöher Straße (Frankfurt am Main)
Die Wilhelmshöher Straße in Frankfurt am Main ist die Hauptverkehrsstraße des nordöstlich gelegenen Stadtteils Seckbach. Sie wurde nach der Kasseler Wilhelmshöhe benannt, einem Park mit Schloss, heute Museum. Ein Bezug dieser Namensgebung zu Seckbach besteht insofern, als die frühere Landgemeinde zeitweise zur Landgrafschaft Hessen-Kassel gehörte. Die Straße stellt eine Verbindung zwischen den Frankfurter Stadtteilen Bornheim, Seckbach und Bergen-Enkheim her.

## Frühzeit

### Bodendenkmäler
Im unmittelbaren Umfeld der heutigen Wilhelmshöher Straße wurden neben prähistorischen Bodendenkmälern die Relikte eines römischen Gutshofes Am Klingen (Nähe Klingenweg) und die Reste einer Jupitergigantensäule aus römischer Zeit entdeckt, jetzt im Historischen Museum in Frankfurt. Funde aus römischer Zeit wurden im Jahr 1877 unter anderen in der von der Wilhelmshöher Straße abzweigenden Niedergasse 7 gemacht, im Pfarrgarten im Jahr 1888 und 1909. Durch die heutige Niedergasse führte zur Zeit um Christi Geburt eine Straße von der römischen Stadt Nida (Heddernheim) zum Main. Zu den römischen Fundstücken gehören neben der Straße auch Brunnen, Ziegel, Geräte und Münzen.
Entdeckt wurden die Grundmauern der Bergkirche St. Elisabeth (ab 1757 abgetragen) im ausgegangenen Ort Kirchberg, der früher zwischen Seckbach und Bergen lag, etwa auf der Höhe der jetzigen Schulen des Deutschen Buchhandels südlich der Wilhelmshöher Straße. Sie hieß zur Zeit der Beulenpest Kreuzkirche und war Wallfahrtskirche. Für Seckbach, Bergen, Enkheim und Fechenheim war die Bergkirche Pfarrkirche. Innerhalb ihrer Grundmauern konnten weitere Grundmauern einer noch älteren kleineren Kirche lokalisiert werden. Die ehemalige Bergkirche St. Elisabeth war bedeutend größer als die spätere Seckbacher Peterskirche und die im Zweiten Weltkrieg bei den Luftangriffen auf Frankfurt am Main zerstörte und danach neu gebaute Marienkirche. Die Bergkirche St. Elisabeth und die frühere kleinere Kirche wiederum wurden auf einem römischen Heiligtum errichtet, das möglicherweise im Kontext des nahen römischen Gutshofes zu sehen ist.

## Straßenverlauf und Geschichte
Die heutige Wilhelmshöher Straße entstand erst nach der Eingemeindung zu Frankfurt. Sie wurde aus einem Teilstück der Berger Straße, der Frankfurter Straße, der ehemaligen Breite Gasse, der Höllstraße und der Kirchgasse gebildet.
Die Wilhelmshöher Straße beginnt heute an der Bundesautobahn 661 unterhalb der Heinz-Herbert-Karry-Straße (ehemals Rotenburger Straße), durchquert den gesamten Stadtteil und mündet schließlich in die Vilbeler Landstraße, die nach dem Zweiten Weltkrieg im südlichen Abschnitt noch Mainkurstraße hieß, im nördlichen erst Rumpenheimer Straße und in der Verlängerung Offenbacher Landstraße.

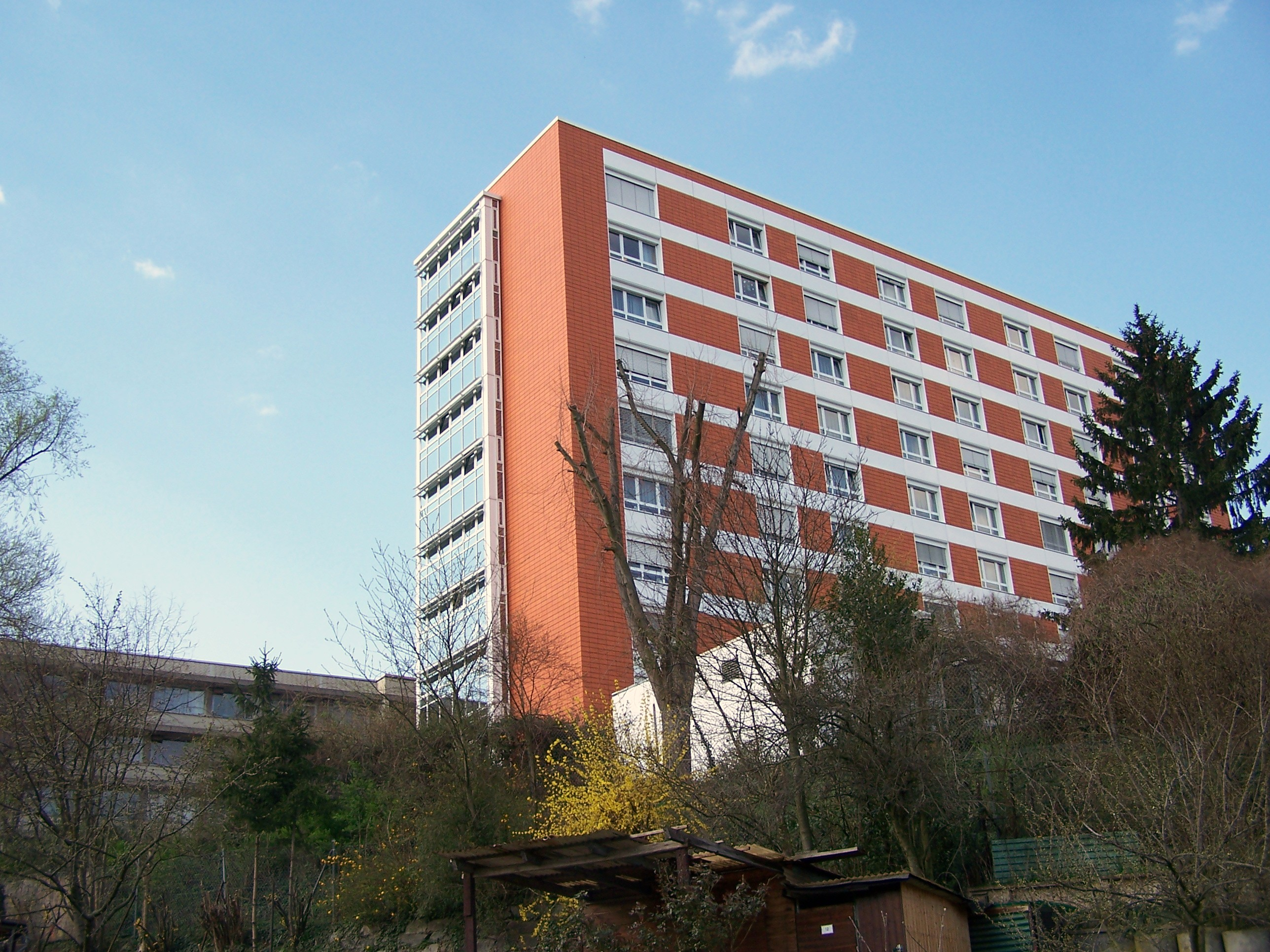
Das Alten- und Pflegeheim Hufeland-Haus an der Wilhelmshöher Straße

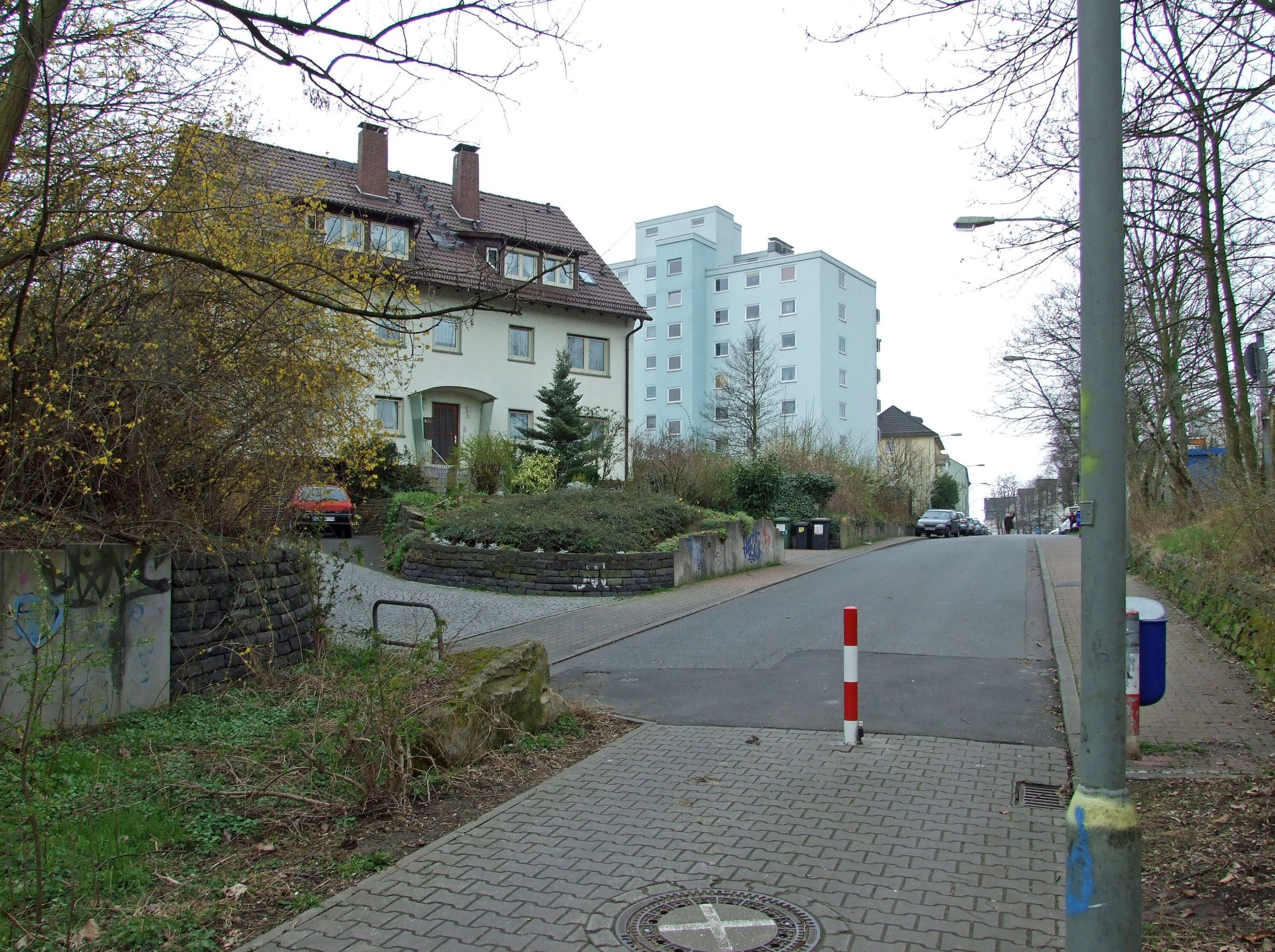
Heutiges Ende der Berger Straße, bis zum Bau der A 661 an dieser Stelle direkt mit der Wilhelmshöher Straße verbunden

Früher stießen sowohl die Seckbacher Landstraße als auch die Berger Straße direkt auf die Wilhelmshöher Straße, die auf der Höhe der Eschweger Straße an der Wolffhardtschen Gaststätte „Zum Heimgarten“ begann. Dies bedeutet, dass die heutige Heinz-Herbert-Karry-Straße zuvor zwar Rotenburger Straße hieß, noch vor dem Zweiten Weltkrieg aber zur Seckbacher Landstraße gehörte. Das erste Teilstück der Wilhelmshöher Straße, das an der A 661 beginnt und an der Wolffhardtschen Wirtschaft endet, gehörte vor dem Zweiten Weltkrieg noch zur Berger Straße. Der Abschnitt zwischen Eschweger Straße und der Straße Am Schießrain hieß vor der Eingemeindung Frankfurter Straße, das daran anschließende Teilstück bis zur Leonhardsgasse hieß Breite Gasse, das Folgestück Höllstraße und das letzte Stück vor der Vilbeler Landstraße hieß Kirchgasse.
Als ehemalige Hauptstraße der früheren Landgemeinde Seckbach hat die Wilhelmshöher Straße dörflichen Zuschnitt, ist also vergleichsweise eng und für die seit Jahrzehnten hindurch strömenden Automassen ungeeignet. Die zugelassene Höchstgeschwindigkeit wurde daher von ehemals 40 auf 30 km/h reduziert. Mobile Radarfallen überwachen temporär deren Einhaltung, insbesondere unterhalb des Henry-und-Emma-Budge-Heimes. Schmale Bürgersteige, die teilweise nur auf einer Seite der Straße geführt sind, erschweren den Fußgänger-Gegenverkehr und die Nutzung durch Rollstuhlfahrer, Kinderwagen, Fahrräder sowie Gruppen von Kindergärten und Schulen in erheblichem Ausmaß. Der mit zwei RMV-Buslinien (38 und 43) betriebene öffentliche Personennahverkehr (ÖPNV) sorgt in der Wilhelmshöher Straße für ein zusätzlich erhöhtes Unfallrisiko und blockiert an Halte- und Baustellen den Straßenverkehr.
Vor dem Autobahnbau der so genannten Osttangente Frankfurt bzw. des Taunusschnellweges war die Wilhelmshöher Straße mit der Bornheimer Berger Straße verbunden. Im Zuge des Autobahnbaus, der die Seckbacher Landstraße unterquert, entstanden am Beginn der Wilhelmshöher Straße ein kreisrunder so genannter Wendehammer und gepflasterte Spazierwege, die auf die entstandene begrünte kurze Autobahn-Einhausung hinauf und zu zwei dort neu angelegten kreisrunden Plätzen unterschiedlicher Größe führen. Diese Spazierwege stellen gleichzeitig die alten Verbindungen zur Berger Straße, aber auch zur Seckbacher Landstraße her. Von diesem Punkt der Wilhelmshöher Straße führte früher eine steile Treppe zur Rotenburger Straße (heute Heinz-Herbert-Karry-Straße) hinauf, während die Wilhelmshöher Straße mit einem schmalen Bürgersteig auf der ortsauswärts außenliegenden Seite in einer relativ steil ansteigenden Kurve am Bornheimer Sportplatz in die Berger Straße überging. Zwischen der Wohnbebauung der beginnenden Wilhelmshöher Straße aus der Zeit der Wende vom 19. zum 20. Jahrhundert und dem Sportplatz ragte zu beiden Seiten üppiges Grün in die Straße hinein.

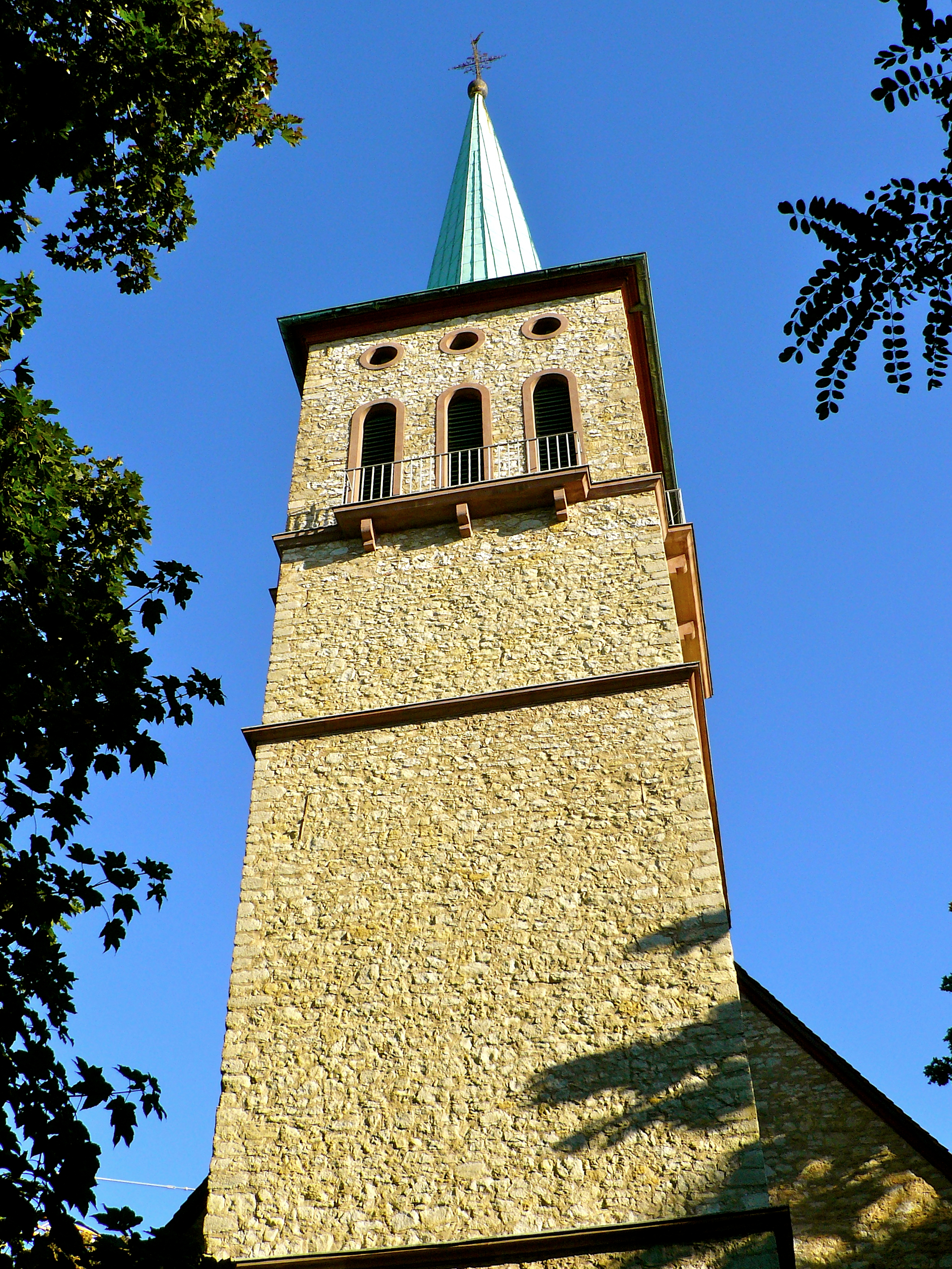
Kirchturm der 1951 wieder aufgebauten Marienkirche (1710) in Frankfurt-Seckbach

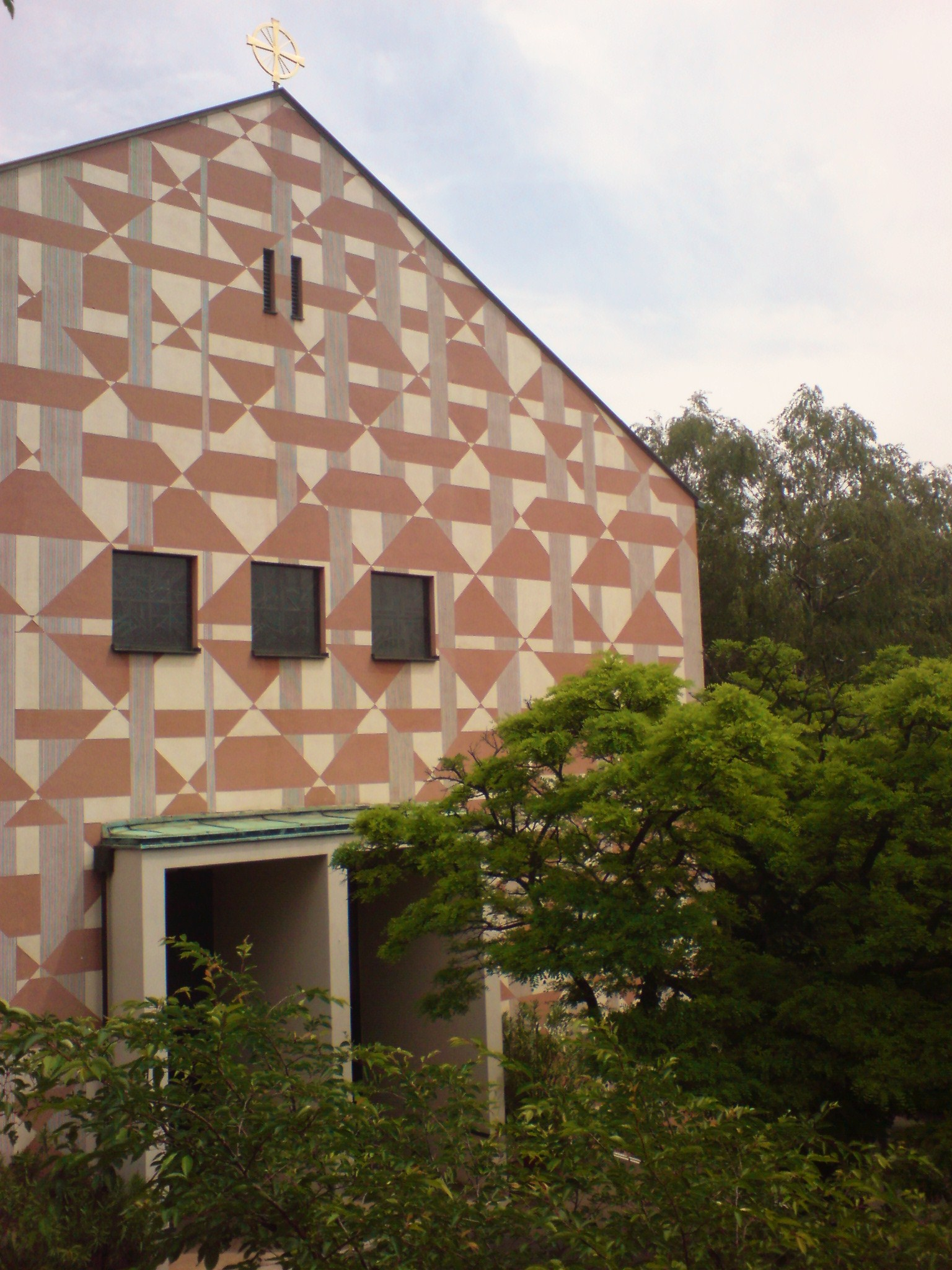
Frontseite der Maria-Rosenkranz-Kirche in Frankfurt-Seckbach

Heute macht die Wilhelmshöher Straße ihre erste Rechtsbiegung dort, wo die Heinz-Herbert-Karry-Straße in sie einmündet und die Arolser Straße beginnt. Von 1905 bis 1970 war hier eine Endstation der Straßenbahn Frankfurt am Main (Linie 22, später 2), die über eine Wendeschleife und ein Wartehäuschen mit Toilette für Straßenbahnfahrer sowie ein Kiosk verfügte. Diese Einrichtungen sind noch heute vorhanden, die von den Straßenbahnschienen längst befreite Wendeschleife ist an der heutigen Straßenführung nach wie vor erkennbar. Die Arolser Straße führt zum 1977 errichteten Neubau der Friedrich-Ebert-Schule, einer integrierten Gesamtschule (IGS) und Ganztagsschule, und in ihrer Verlängerung zum Huthpark. Vor der Bebauung des Atzelberges zog sich an ihrer Stelle ein schmaler Fußweg zwischen Kleingärten am Huthpark vorbei bis zur Straße Im Staffel.

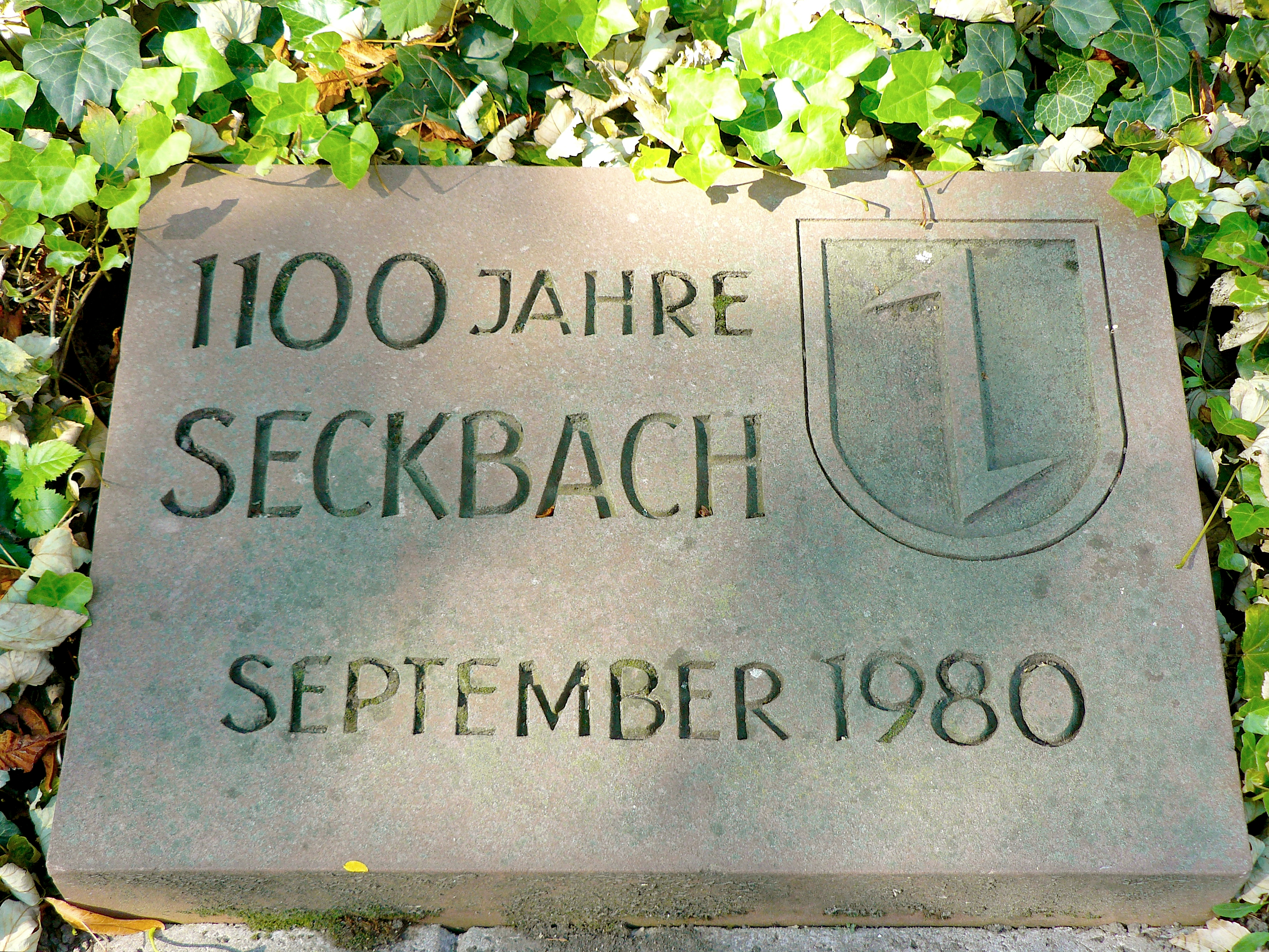
Gedenkstein 1100 Jahre Seckbach aus dem Jahr 1980

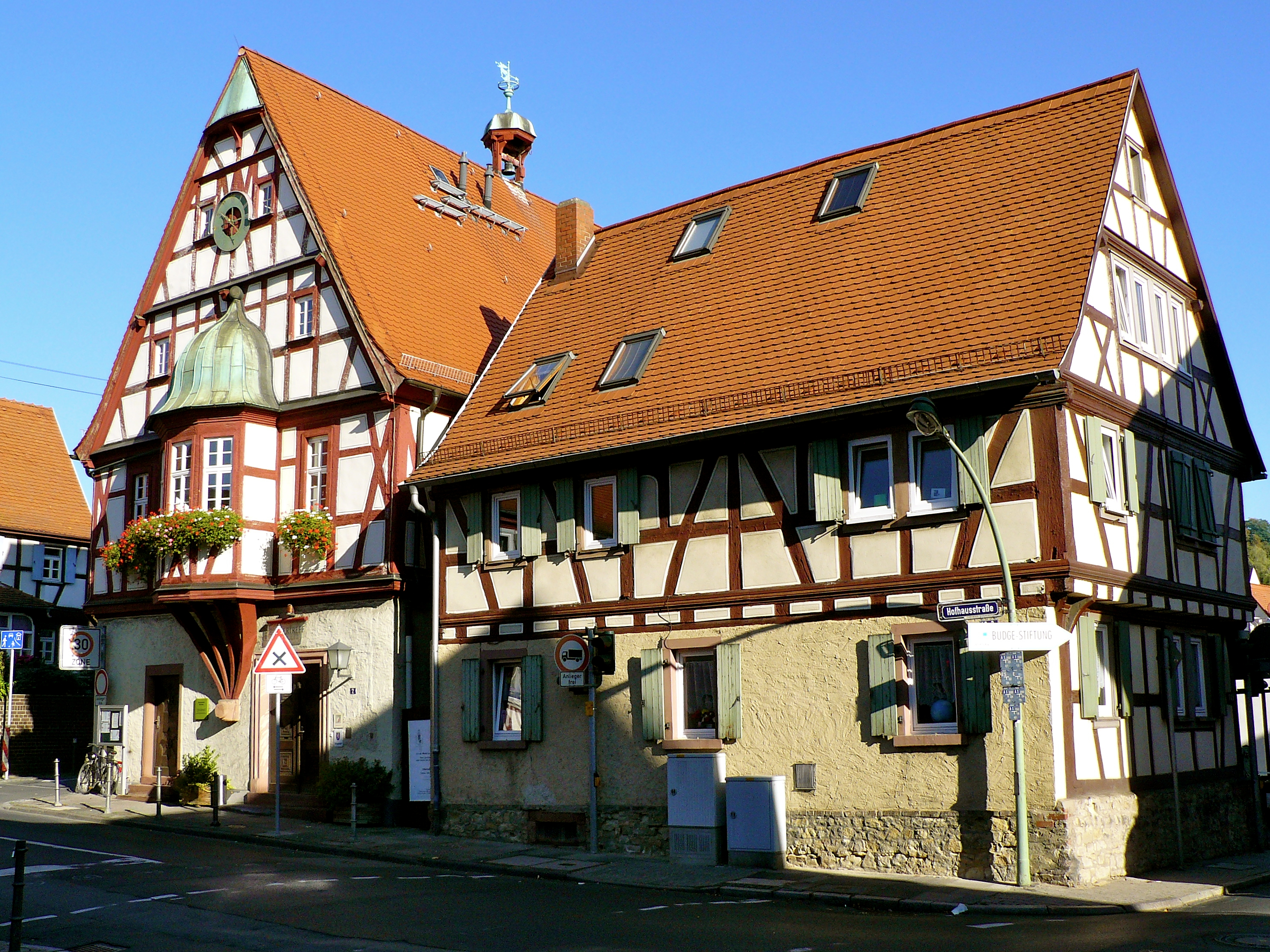
Seckbacher Rathaus mit angrenzendem Gebäude in der Hofhausstraße/Ecke Wilhelmshöher Straße

Dem Straßenverlauf der Wilhelmshöher Straße von dort aus weiter folgend, gelangt man nach einer Gefällstrecke zur ersten Linksbiegung. Rechter Hand befindet sich hier die Einfahrt zum 1964 eröffneten Hufeland-Haus, einem Altepflegezentrum, das neben dem stationären Pflegebereich auch über die älteste Tagespflege Deutschlands, ein Bewegungsbad (Therapiebecken, 32 °C), eine Altenpflegeschule und einen öffentlichen Kindergarten verfügt. Den nächsten signifikanten Punkt markiert die nach links abzweigende Sackgasse An der Rosenkranzkirche, direkt danach führt die nächste Einmündung zum Parkplatz der katholischen Maria-Rosenkranz-Gemeinde hinauf. Diese ist in der Wilhelmshöher Straße 67, wurde jedoch 1952 deutlich oberhalb der Straße an dem damals noch unbebauten Atzelberg errichtet. Der Abzweigung gegenüber bestand früher eine Metzgerei.
Der erste echte Straßenabzweig von der Wilhelmshöher Straße ist eine unübersichtliche Kreuzung. Nach links zweigt die Atzelbergstraße ab, nach rechts die Altebornstraße. Angebrachte Verkehrsspiegel sollen eine Ausfahrt aus diesen beiden Straßen in die Wilhelmshöher Straße ermöglichen. Die Atzelbergstraße führt in ein größeres Neubaugebiet, das Ende der 1960er/Anfang der 1970er Jahre errichtet wurde. Vom Atzelberg aus erreicht man den Huthpark und den Quellenwanderweg im Frankfurter Grüngürtel. Die Altebornstraße führt unter anderem zum Gebäude der Freiwilligen Feuerwehr Seckbachs und zum Altenclub. An einer Ecke befand sich eine Tankstelle, wie man heute noch erkennen kann.
An der nächsten Linksbiegung der Wilhelmshöher Straße ist die von rechts einmündende Straße Im Trieb (bis zur Eingemeindung Bergen-Enkheims im Jahr 1977: Triebstraße). Sie führt unter anderem direkt zum Landschaftsschutzgebiet und Naturdenkmal Sausee (lokal auch Säusee genannt).

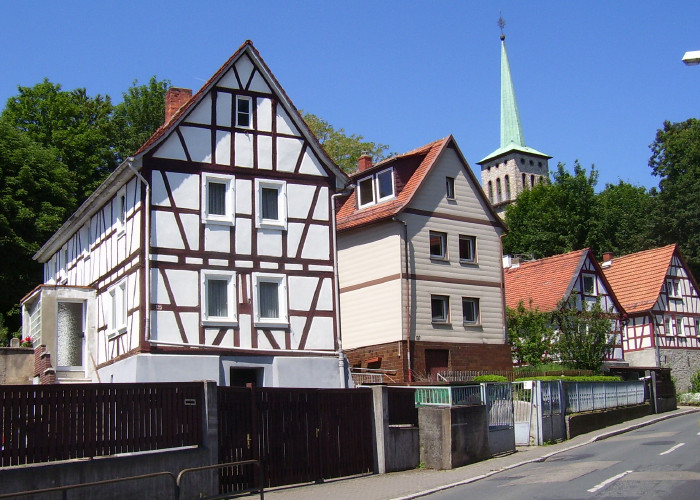
Partie mit Marienkirche im historischen Ortskern Seckbachs an der Wilhelmshöher Straße
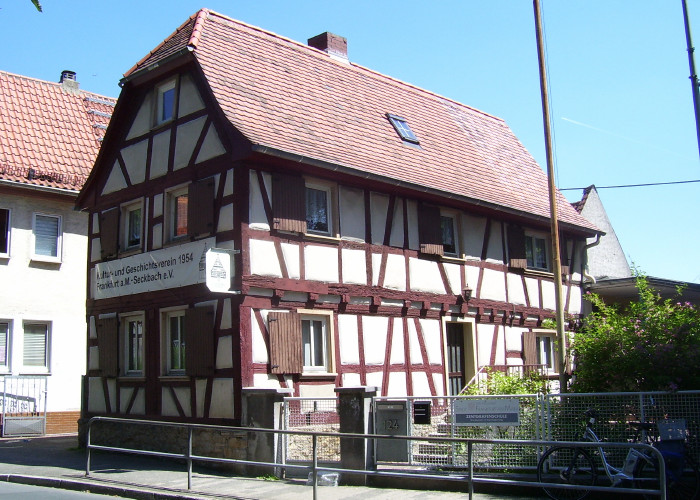
Heimatmuseum Seckbach im ehemaligen Pedellhaus der Neuen Schule Seckbachs (heute: Zentgrafenschule)
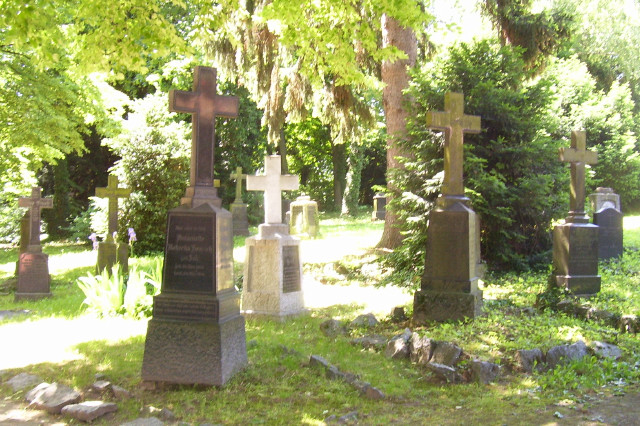
Historischer Friedhof der Marienkirche an der Wilhelmshöher Straße
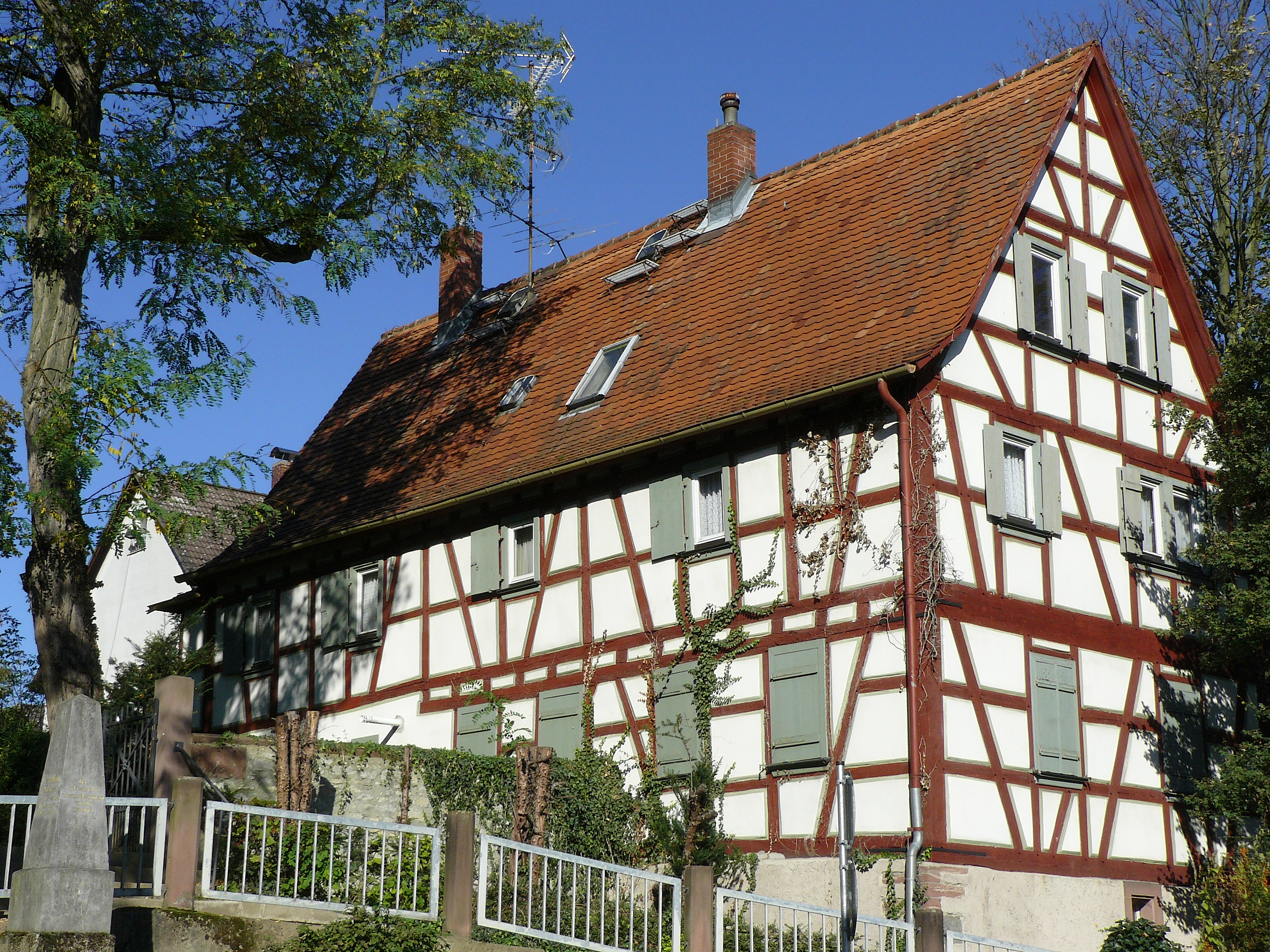
Alte Lutherische Schule Seckbachs in der Wilhelmshöher Straße 135, links Seckbachs Kriegerdenkmal 1870/71

Die Wilhelmshöher Straße erreicht nun allmählich den Ortskern Seckbachs. Zur rechten liegt die Zentgrafenschule, eine drei- bis vierzügige Grundschule mit Vorschule und Ganztagszweig. Auf deren Gelände befindet sich das 2004 eingerichtete Heimatmuseum Seckbach, welches das ehemalige Pedellhaus der früheren Neuen Schule Seckbachs nutzt. Zuvor kommt man an einem Grundstück vorbei, auf dem einst eine von drei Seckbacher Schmiedewerkstätten stand. Zur Linken folgt oberhalb des 1980 gesetzten Gedenksteins zur 1100-Jahr-Feier Seckbachs die ehemals lutherische und heute evangelische Marienkirche aus dem Jahr 1710 mit ihrem historischen Kirch- bzw. Friedhof, auf dem römische Artefakte ausgegraben wurden. Eine gewundene Treppe führt zu ihr eine steile Anhöhe hinauf. An ihrem Scheitelpunkt befindet sich Seckbachs Kriegerdenkmal von 1870/71, das die Namen der Seckbacher aufführt, die in diesem Krieg in Frankreich gefallen sind.
Zur Linken folgt, ebenfalls in erhöhter Lage am Hang, die Alte Lutherische Schule Seckbachs von 1709. Gleich daneben befindet sich die örtliche Apotheke. Etwa dort, wo sich jetzt eine Bus-Haltestelle befindet, stand Anfang des 20. Jahrhunderts der Hannes, ein historischer Feuermelder der Firma Siemens & Halske, der per Morsecode mit der Frankfurter Berufsfeuerwehr in der Bornheimer Burgstraße verbunden war. Nach rechts geht die Wichernstraße ab, die später streckenweise als Fußweg weitergeführt wird und, wieder befahrbar, in die Niedergasse mündet. Nach links führt die Ellerstraße unter anderem zur Marienkirche und zu deren Gemeindezentrum hinauf.
Dem Straßenverlauf der Wilhelmshöher Straße folgend, zweigt nun zur Rechten zunächst die Niedergasse ab, die auf die Hochstädter Straße stößt. Die Niedergasse verläuft auf einer alten gepflasterten römischen Straße. Hier wurden ein römischer Brunnen, Ziegel, Geräte und römische Münzen ausgegraben. Zur Rechten war an der Stelle des heutigen MediZentrums Seckbach einst eine Tankstelle, daneben eine Filiale der Bornheimer Volksbank, ehemals Warenhaus Diehl. Danach offenbart sich auf der Wilhelmshöher Straße zur Linken ein modern-nüchterner Supermarkt-Flachbau mit dahinter liegendem Mini-Parkplatz, der in den 1970er Jahren wenig denkmalpflegerisch mitten in die historische Fachwerk-Bebauung gesetzt wurde, obwohl es durchaus Pläne für eine harmonische Integration gegeben hatte. Er ist – nach einem Intermezzo am Atzelbergplatz – der einzig verbliebene Supermarkt des Stadtteiles, wobei es als Lebensmittelversorger noch einen Discounter in der Arolser Straße und einen türkischen Lebensmittelmarkt in der Flinschstraße gibt. An der Stelle des Supermarkts wurde früher eine von drei Seckbacher Schmiedewerkstätten betrieben. Früher bestanden allein entlang der Wilhelmshöher Straße fünf Lebensmittelläden und ein Milchladen.
An der nächsten Kreuzung des Stadtteiles trifft die Wilhelmshöher Straße auf die nach links abzweigende Hofhausstraße. Hier fällt der Blick sofort auf das historische Seckbacher Rathaus von 1542, das bis zum 30. Juni 1900 als solches genutzt wurde und seit 1993 als Bürgerhaus betrieben wird. In ihrer Verlängerung führt die gewundene Hofhausstraße bis zur Friedberger Landstraße, der Verbindung nach Bad Vilbel. An derselben Kreuzung nach rechts geht es in die Anliegerstraße Am Schießrain. Hier ist die vereinseigene Turnhalle des Turnvereins Seckbach 1875, eine frühere Tanzhalle, in der auch öffentliche Veranstaltungen stattfinden, zum Beispiel Karnevalssitzungen.
Folgt man der Wilhelmshöher Straße weiter, kommt man zur Rechten an der alteingesessenen Bäckerei (heute ein Café) vorbei. Ursprünglich war die Bäckerei eine von fünf verschiedenen allein in der Wilhelmshöher Straße. Auf ihrem heutigen Hof bzw. Parkplatz stand eine von drei Seckbacher Schmiedewerkstätten. Etwas später kommt man zur Linken in einer Z-Kurve an der letzten im Stadtteil bestehenden Metzgerei vorbei. Nicht unerwähnt bleiben sollen eine Anzahl von Gaststätten, von denen zumindest eine in Frankfurt aktuell Kultstatus besitzt. Sie liegt gleich nach der nächsten Rechtskurve in der Leonhardsgasse. Die Leonhardsgasse führt unter anderem zum Naturschutzgebiet Seckbacher Ried und zur Endstation der RMV-Buslinien 44 und F-41 sowie der Haltestelle des n5, dem Anschluss an den Nachtbusverkehr Frankfurts. Bis 1992 war hier eine Haltestelle der Straßenbahn Frankfurt am Main (früher Linie 32, später 20, zuletzt 12), welche die Stadtteile Bergen und Seckbach zunächst durch das Industrie- und Gewerbegebiet der Seckbacher Niederung mit der Borsigallee verband, der südlichen Gemarkungsgrenze Seckbachs. Später wurde diese Straßenbahnlinie über den Stadtteil Riederwald mit Bornheim (Heidestraße) verbunden.
Auf der Höhe der örtlichen Metzgerei münden neben der Leonhardsgasse auch die Draisbornstraße und die Lohrgasse in die Wilhelmshöher Straße. Nach der dort vollzogenen Z-Kurve erreicht man die nach links und rechts abgehenden Straßen Am Kappelgarten und Seckbacher Bitzweg. Erstere führt durch ein weiteres Neubaugebiet des Stadtteils, das in den späten 1970er Jahren entstanden ist. Von dort führt ein Spazierweg auf den Lohrberg hinauf.

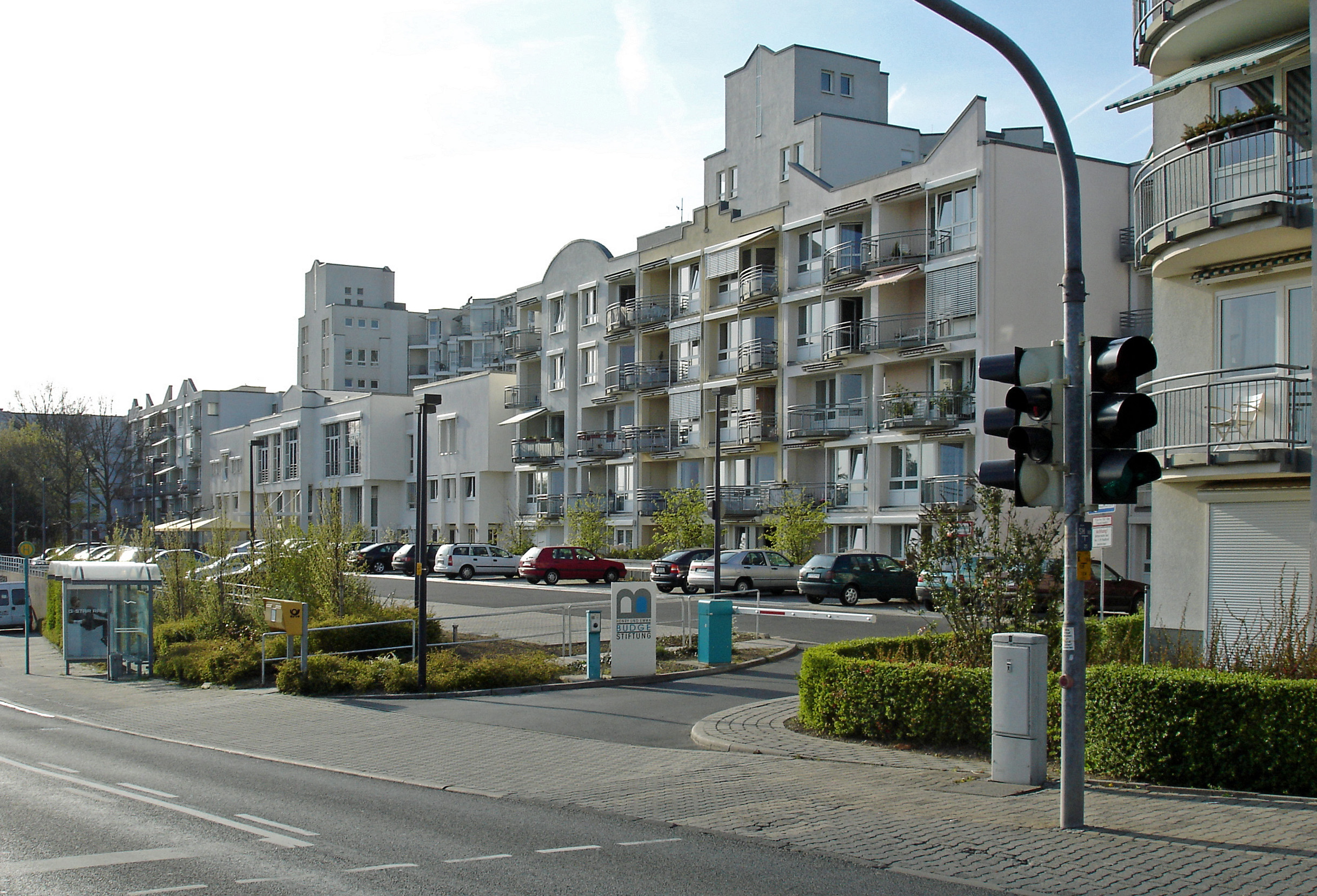
Einfahrt zum Henry-und-Emma-Budge-Heim an der Wilhelmshöher Straße

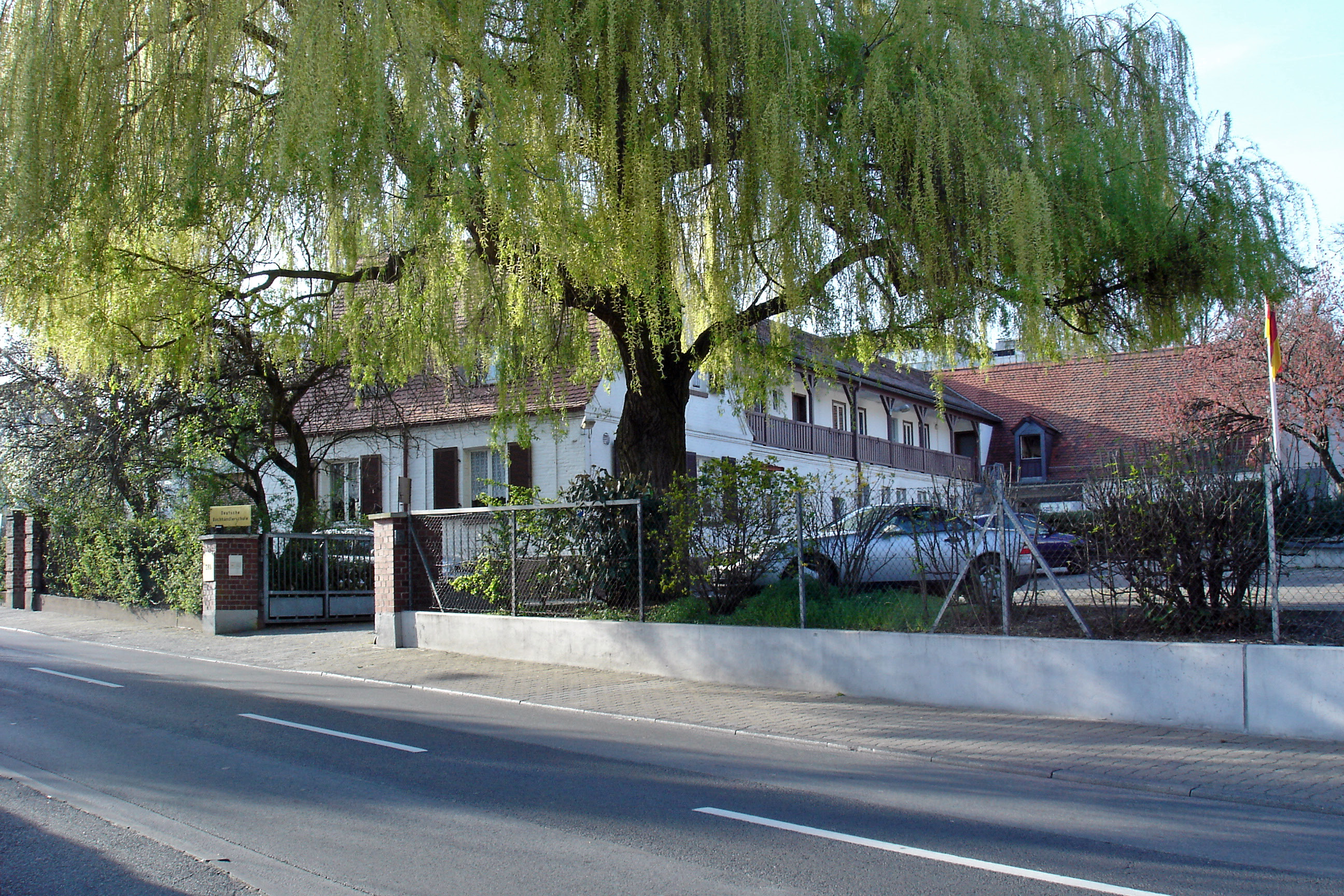
Einfahrt zu den Schulen des Deutschen Buchhandels in der Wilhelmshöher Straße

Nach einem steilen Anstieg der Wilhelmshöher Straße und einer Rechtsbiegung verlässt man die eigentliche Wohnbebauung des Stadtteils und trifft nach einer Linksbiegung auf das Henry-und-Emma-Budge-Heim zur Linken, ein Altenpflegezentrum, das zuvor schon einmal an anderer Stelle Frankfurts bestanden hatte, hier nun 1962 eingeweiht, bis 2002 jedoch komplett neu errichtet und erheblich vergrößert worden ist. Danach münden die Straßen Klingenweg und Wallfahrtsweg in die Wilhelmshöher Straße ein.
Der Wallfahrtsweg und die vom Klingenweg abgehende nahe gelegene Kirchgasse weisen darauf hin, dass hier einst eine Kirche gestanden hat. Dabei handelte es sich um die 1178 erstmals urkundlich erwähnte Bergkirche St. Elisabeth des ausgegangenen Ortes Kirchberg, der früher zwischen Seckbach und Bergen gelegen hat, etwa auf der Höhe der heutigen Schulen des Deutschen Buchhandels südlich der Wilhelmshöher Straße. Die Bergkirche war zu Zeiten der Beulenpest Wallfahrtskirche und hieß ab 1349/50 Kreuzkirche. Bei archäologischen Grabungen wurden nicht nur die Grundmauern dieser Bergkirche entdeckt, sondern auch die einer kleineren Kirche, die vor ihr bestanden haben muss und innerhalb der Grundmauern der Bergkirche lag. Beide Kirchen wiederum wurden auf den Grundmauern eines römischen Heiligtums errichtet. Dieses stand möglicherweise im Kontext eines römischen Gutshofes, der in der Nähe ausgegraben wurde. Die Bergkirche war zuletzt reformiert und wurde ab 1757 abgetragen. Ihr Mauerwerk wurde von sächsischen Soldaten für die Befestigung von Wegen verwendet, von der Seckbacher Bevölkerung aber auch für den Bau der reformierten Seckbacher Peterskirche, die in der Wilhelmshöher Straße am ehemaligen östlichen Ortsausgang gelegen hatte, ab 1834 als zweites Schulhaus verwendet und 1966 abgetragen wurde. An ihrer Stelle entstand später ein Mehrfamilienhaus.
Eine die Wilhelmshöher Straße kreuzende spürbare Bodenwelle markiert den ehemaligen Damm für die Straßenbahnschienen der Linie zwischen Bergen, Seckbach, Riederwald und Bornheim, der heute als Spazier- bzw. Wanderweg genutzt wird. Danach endet die Wilhelmshöher Straße dort, wo sie auf die Vilbeler Landstraße stößt.

## Verkehrsanbindung
Die Wilhelmshöher Straße ist mit den RMV-Buslinien 38 und 43 an den öffentlichen Personennahverkehr (ÖPNV) der Stadt Frankfurt angeschlossen. Die RMV-Buslinie 43 durchquert die Wilhelmshöher Straße nahezu vollständig. Eine indirekte Anbindung wird durch die in der Nähe endenden RMV-Buslinien 44 und F-41 mit ihrer Endstation Leonhardsgasse erzielt. Dort hält auch der Nachtbus n5.